# Barbacoa (México)
Barbacoa o asado en barbacoa en México, se refiere a la variación indígena local del método ancestral de cocinar alimentos en un hoyo u horno de tierra.Generalmente se refiere a carnes, o animales enteros, cómo de borrego, res, cabezas enteras de res, o chivo, como también de conejo, de pollo, de pescado, o de venado, cocidos a fuego lento en un hoyo excavado en la tierra y cubierto con hojas de maguey, aunque, en la actualidad, la interpretación es vaga y en algunos casos puede referirse a carne cocida al vapor en una olla hasta que esté tierna. 
Esta carne es conocida por jugosidad, suavidad y sabor concentrado. Algunos consumidores la perciben también como una carne grasosa y de olor fuerte, aunque esto depende exclusivamente del tipo de carne que se emplee (siendo la "falda" de borrego uno de los cortes destacadamente preferidos entre los consumidores).Esa percepción también puede relacionarse con el método de elaboración, ya que normalmente mantiene mayor porcentaje de humedad durante la cocción.
Suele acompañarse con cebolla, cilantro y salsa de diferentes chiles, entre los que destaca la "salsa borracha" a base de chile de árbol y sazonada tradicionalmente con pulque de maguey.
Debido a que este método de cocina fue utilizado en diferentes regiones por diferentes grupos étnicos en México, cada uno tenía su propio nombre; para los náhuatl se llamaba nakakoyonki, para los mayas se llamaba píib; para los otomíes se llamaba thumngö.
Dado que este método no es exclusivo de México, existen métodos similares en toda Latinoamérica y el resto del mundo, bajo distintos nombres, entre ellos: pachamanca y huatia en la región andina; curanto en Chile y el sur de Argentina; berarubu en Brasil; cocido enterrado en Colombia; o hāngi en Nueva Zelanda.
Aunque se especula que la palabra "barbacoa" puede haberse originado en la lengua taína, este método de cocinar en un horno de tierra no tiene nada que ver con la definición taína de la palabra.
Los habitantes del estado de Hidalgo lo consideran su platillo tradicional. Hoy en día, puede hablarse de una industria local derivada de la preparación de este alimento, el cual es apreciado tanto por nacionales como por extranjeros, y que es servido en restaurantes locales, así como en los estados vecinos.

## Etimología

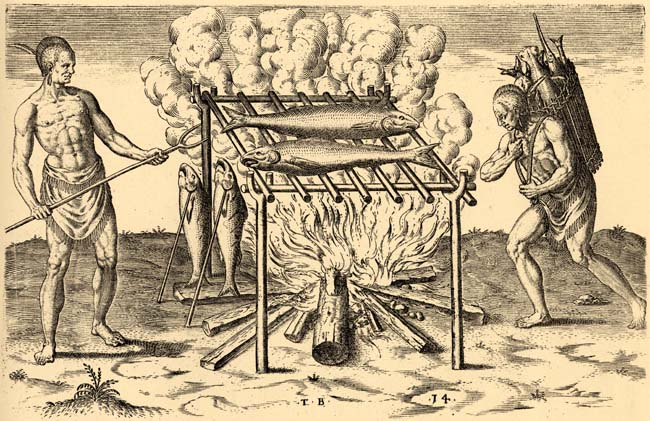
La palabra taína barbacoa significa "armazón de palos" o “zarzo” y se aplicó a una amplia gama de estructuras de madera, incluida una parrilla de madera elevada para asar y ahumar alimentos.

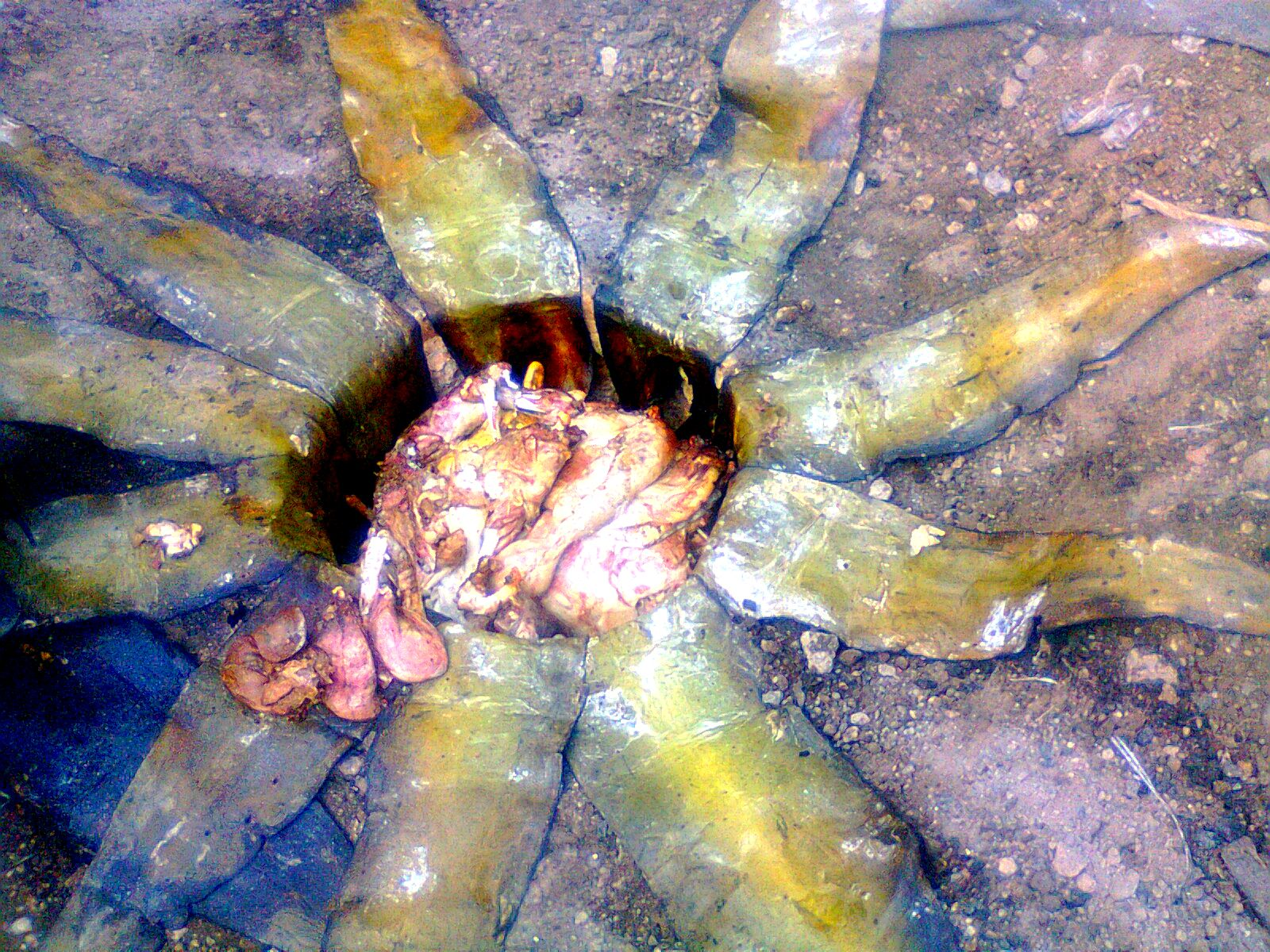
En México, el término "barbacoa" se aplicó al hoyo u horno de tierra que usaban los indígenas locales para cocinar los alimentos.

Ha habido debate sobre el origen de la palabra barbacoa, y la mayoría de los académicos coinciden en que se originó en el idioma taíno. El término taíno barbacoa significa “estructura de palos” o “zarzo”. Se aplicó, y se sigue aplicando en toda Hispanoamérica, a una amplia gama de objetos o estructuras, como:una especie de camastro o catre; una choza o casa de árbol; una parrilla de madera para ahumar o asar alimentos; un desván; un almacén de comida; un banco hecho de cañas; un andamio; un puente; una pérgola o espaldera para plantas trepadoras; y una caja chata con tierra adentro y sujetada con horcones para cultivar vegetales.
Pero en México, por alguna razón desconocida, el término barbacoa fue aplicado por los españoles al hoyo u horno de tierra que usaban los indígenas para cocinar o asar todo tipo de alimentos. Debido a esta discrepancia, se ha propuesto una nueva hipótesis que argumenta que el término barbacoa, tal como se usa en México, no se originó en el término taíno sino en el término maya Baalbak'Kaab, que supuestamente significa “carne cubierta de tierra”, aunque no existen evidencias que apoyen esta hipótesis.

## Historia
Los hornos de tierra, o barbacoa, como se les conoce en México, son un método primitivo para cocinar o asar alimentos en hoyos cavados en la tierra. Hernán Cortes mencionó dicho método en 1520 en su «Segunda carta de relación» al Rey Carlos V de España: 

Dan de comer y beber por precio que venden guisados, cazuelas hechas con chile verde y tomates grandes y pepitas, y son de su oficio vender asado y carnes cocidas debajo tierra y caldo hecho con agua de chile espesado y condimentado de varios modos para acompañar las carnes.

Tradicionalmente, en México se cavaba un hoyo en la tierra proporcional al tamaño del trozo de carne o alimento que se preparaba y en su interior se encendía un fuego para calentarlo. En él se colocaban hojas de plátano, maguey o maíz y con estas se envolvía el alimento que se iba a asar, ya sea carne o pescado; luego se cubría el hoyo con tierra, presionándola ligeramente y se encendía un gran fuego sobre la superficie; los alimentos permanecerán asándose en este horno natural hasta que estén cocidos. En el México precolombino, pavo, venado, perro, pescado y mariscos, conejo, tortugas y pencas de maguey, eran las carnes y alimentos más utilizados. Con la llegada de los españoles, el cordero, la res y ternera, el puerco y el cabrito se convirtieron en las carnes preferidas.
El asado en barbacoa se preparaba ampliamente en México en festividades rurales, como en rodeos y herraderos, jaripeos y corridas de toros, fiestas patronales de la hacienda, ferias del pueblo, y en los días de campo. Según dos artículos publicados por el escritor Domingo Revilla en 1844 y 1845, el “banquete” en los herraderos se reducía a barbacoas y asados al pastor de ternera, toro u oveja, enteras, y refirió que mientras la barbacoa era más común en los valles del Mezquital y Apan y alrededores, los asados al pastor eran más comunes en «Tierra-Adentro» o la región del Bajío y más allá.
En su libro —La vida en México (1843)— la noble escocesa Frances Erskine Inglis, escribió sobre sus experiencias asistiendo a los rodeos, herraderos y jaripeos en el centro de México, cerca del pueblo de Santiago en Hidalgo, en 1840, y describe cómo al final de un herradero se asó un toro entero, con cuero y todo, en barbacoa:

“El último día de los herraderos, y como último acto, se lidió un toro en honor de Calderón, y una gran bandera ondeaba con la siguiente leyenda estampada en grandes letras: «Gloria al Señor Ministro de la Augusta Cristina». Demostración de galantería que me permití corresponder con una moneda de oro. Una vez muerto el animal, es obsequiado a los toreadores; y ya descuartizado, le entierran con todo y cuero, en un hoyo en donde han prendido fuego, que cubren después con tierra y ramas. Durante cierto tiempo permanece asándose en este horno natural; el vulgo le tiene por cosa exquisita (opinión que no comparto).”

En las ciudades, sin embargo, la barbacoa rara vez se preparaba en los hogares, sino que se vendía y compraba en los mercados públicos, ya que era un proceso tedioso y difícil. En su libro —Cara a cara con los mexicanos (1889)— la escritora estadounidense, Fanny Chambers Gooch Iglehart, escribió:

”La barbacoa es uno de los principales artículos alimenticios conocidos en el mercado mexicano y es lo suficientemente buena para la mesa de un rey. Un indígena diestro toma un cordero bien preparado, debidamente descuartizado, utilizando también la cabeza y los huesos. Se hace un hoyo en la tierra y se enciende en él un fuego. Se arrojan losas de piedra y se tapa el agujero. Cuando está bien caliente se hace un forro con hojas de maguey, se mete la carne y se cubre con maguey, también se tapa la parte superior del agujero y se cocina durante toda la noche. A la mañana siguiente se coloca en un recipiente caliente, listo para comer: un delicioso cordero asado, dorado y crujiente. Como el proceso es difícil y tedioso, generalmente no se prepara en las familias, e incluso los más ricos frecuentan el mercado para comprar este manjar ya preparado”.

## Estilos
Existen distintos tipos o estilos de barbacoa a lo largo y ancho del país. De acuerdo a su libro «Platillos Regionales de la República Mexicana» (1946), la cocinera e investigadora mexicana, Josefina Velázquez de León, refirió que la barbacoa se prepara de diferentes maneras, así, cada región de México tiene su propio estilo aprovechando de sus diversas producciones y costumbres locales.

### Barbacoa de Res y de Cabeza

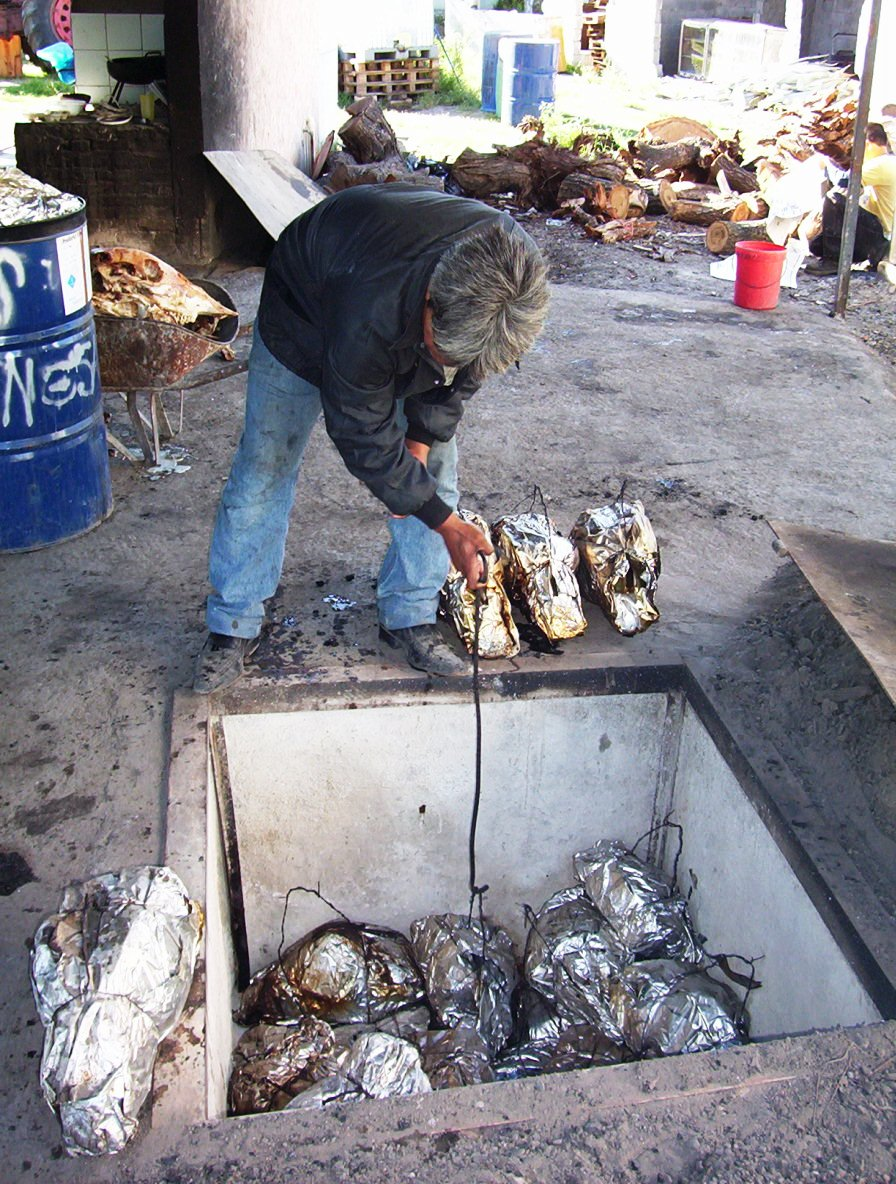
Cabezas de res asadas en barbacoa.

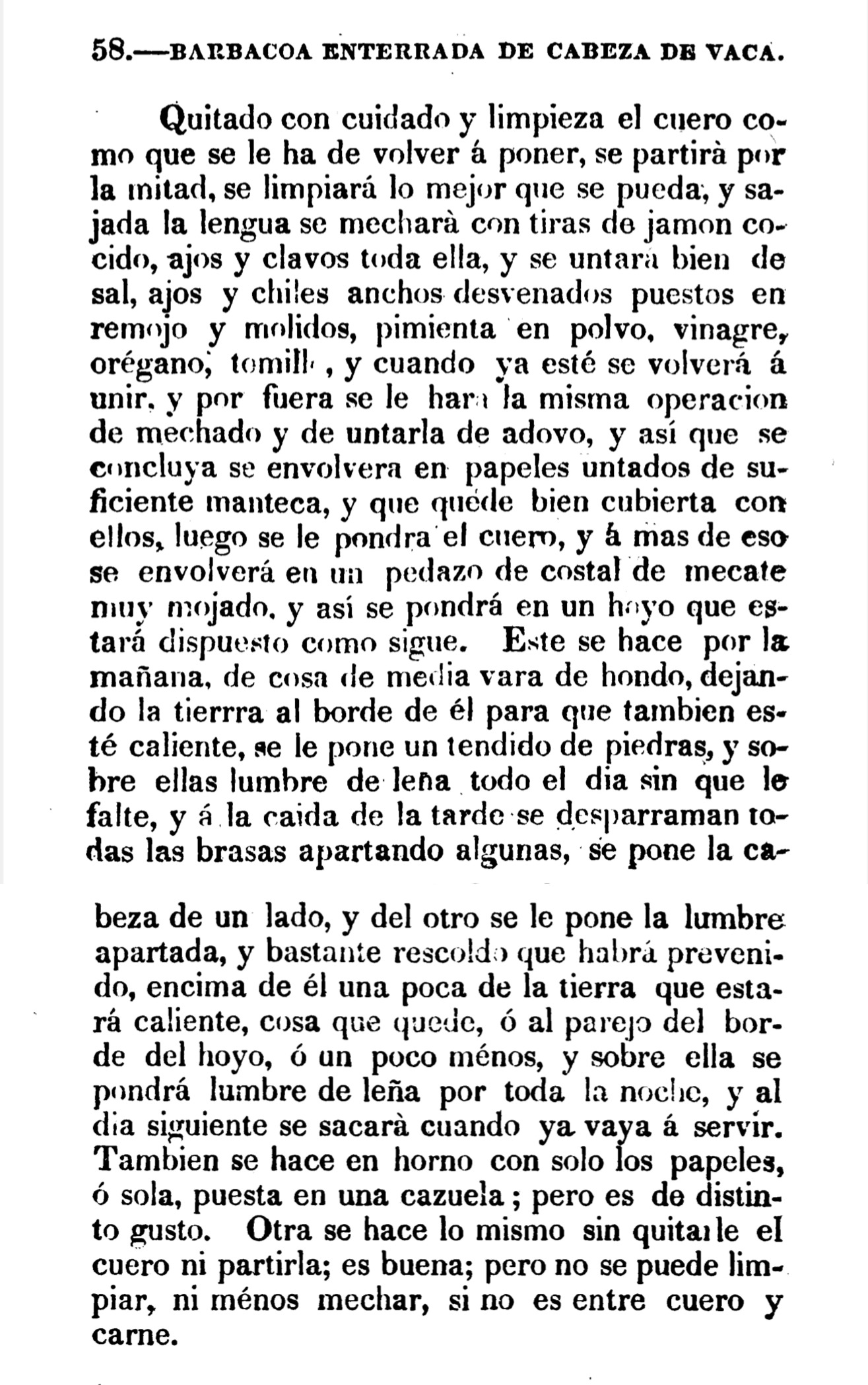
Receta de 1836 para una Barbacoa de Cabeza de res, del libro de cocina «Nuevo y Sencillo Arte de Cocina, Repostería y Refrescos'» por Antonia Carrillo.

La barbacoa más común preparada y consumida en todo México es la barbacoa de res. En muchas regiones, especialmente en el sur de México y a lo largo de la Costa del Golfo, se prepara barbacoa de res entera. Pero la más popular, y una de las más antiguas, es la barbacoa de cabeza.
Barbacoa de cabeza, también conocida como cabeza guateada en Argentina y Paraguay, consiste en asar en un horno de tierra una cabeza de res entera, incluyendo lengua y sesos. Después de ser limpiada y sazonada, la cabeza de res se envuelve en hojas de maguey o de plátano, o en un costal. Luego se entierra tradicionalmente en un hoyo en el suelo que previamente había sido preparado y calentado con fuego. La cabeza permanecerá cociéndose en este horno natural hasta por 15 horas.
Aunque ahora se considera un corte de carne desagradable y poco convencional en muchas partes, comer cabeza de res o ternera fue un plato común y muy apreciado en todo el mundo occidental hasta principios del siglo XX. Este plato típico llegó a América, incluyendo los Estados Unidos, y a México donde se hacía, y se sigue haciendo, en la tradicional barbacoa.
Además de ser un plato popular y muy apreciado, otra razón por la que la barbacoa de cabeza se preparaba en México y Sudamérica era por la necesidad de utilizar toda la res después de haber sido sacrificada para hacer tasajo. En el México y Sudamérica de los siglos XVII y XIX, la mayor parte de la carne de res consumida era carne seca salada conocida como “tasajo” o “cesina”. Después de ser sacrificada, la mayor parte de la carne era salada y secada, a excepción del lomo y costillas, órganos y cabeza. Normalmente, el lomo, las costillas y los órganos, al igual que las tripas, se asaban al pastor, mientras que la cabeza se asaba en barbacoa. El folclorista e historiador mexicano, Leopoldo Bello López, explicó el proceso:

“. . . un toro sin fierro, marca o señal, como de cuatro años, que había quedado muerto cuando se ajorcó al ser lazado, prefirió la muerte a perder su libertad. Sin decir nada, se fueron con él tres vaqueros de los jóvenes a quitar el cuero, descuartizar el animal y traerlo al campamento. Esa noche habría festín, trocitos de hígado, riñones y las "agujas" a las brasas y el resto sería tasajeado y salado, la cabeza puesta en "barbacoa” en un hoyo hecho en la tierra y que al otro día se convertiría en un almuerzo digno de reyes.”

Recetas de la barbacoa de cabeza en el siglo XIX son comunes y aparecen en muchos libros de cocina mexicanos de esa época. En su libro de cocina —Nuevo y Sencillo Arte de Cocina, Repostería y Refrescos (1836)— Antonina Carrillo incluye dos recetas de barbacoa de cabeza, una en la que la cabeza, tras ser sazonada, se envuelve con su propia piel, y otra en la que la piel se deja puesta. En el «Diccionario de Cocina o el Nuevo Cocinero Mexicano en Forma de Diccionario» (1845) de Mariano Galván Rivera se incluyen muchas recetas de barbacoa, incluida una de cabeza.

### Cochinita Pibil

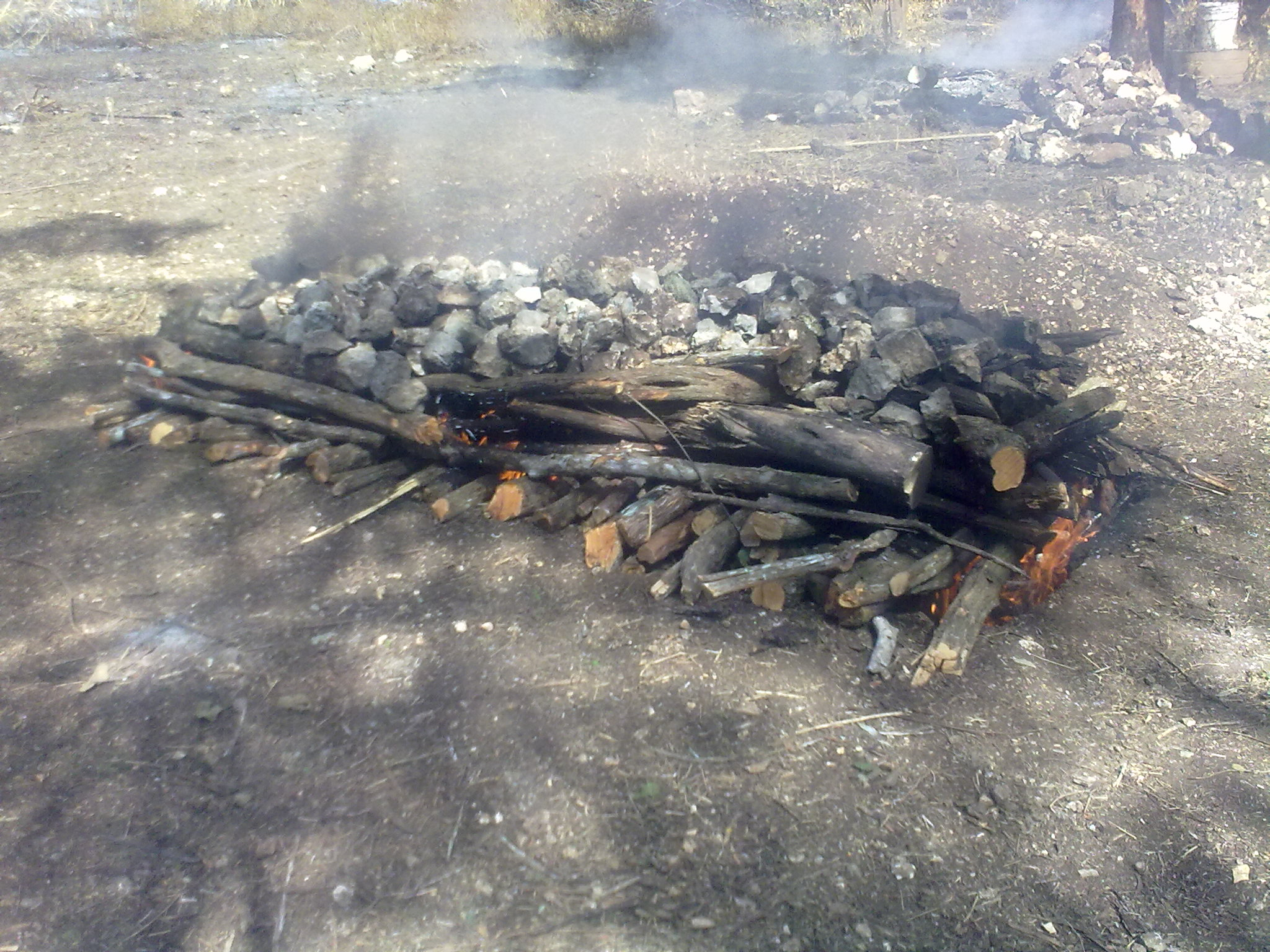
Horno Piib

La cochinita pibil (en maya yucateco, píibi’k’éek’en) es un guiso correspondiente a la gastronomía de Yucatán, basado en carne de puerco adobada en achiote, envuelta en hoja de plátano y cocida dentro de un horno de tierra usando una técnica prehispánica conocida como píib. Según recetas de principios de 1900, el puerco entero (eviscerado y con el pelo quemado) era cocido en el horno de tierra. La cochinita pibil se acompaña con cebolla morada en naranja agria y chile habanero, muy común en la región.

### Birria

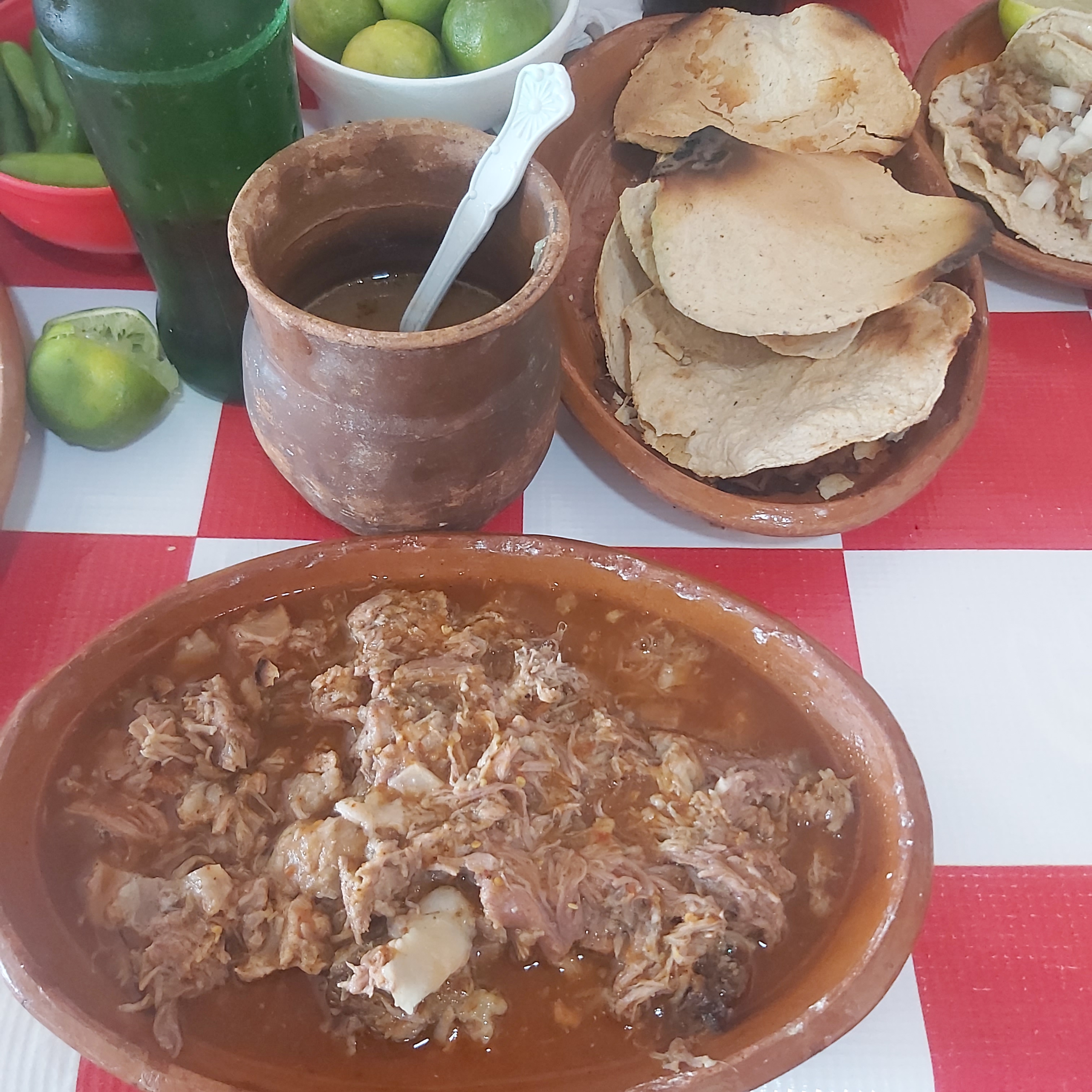
Birria de Aguascalientes.

Birria es una variación regional de la barbacoa del occidente de México, hecha principalmente de chivo o carne de res. La carne se marina en un adobo hecho de vinagre, chiles secos, ajo y hierbas y especias (incluido comino, laurel y tomillo) antes de cocinarla en un consomé. Históricamente, birria es el nombre regional que se le daba en el estado de Jalisco y zonas aledañas a lo que en otras regiones de México se conoce como barbacoa, carnes cocidas o asadas en pozo u horno de tierra. Para muchas personas hoy en día, especialmente en los EE. UU., la birria es un platillo distinto.

### Ximbó
El ximbó (del otomí: nximbo ‘penca del corazón del maguey’) es un platillo mexicano típico de Actopan, Hidalgo; el cual se ha extendido a diferentes partes del Valle del Mezquital y del centro de México. El platillo, principalmente se prepara con carne de pollo, acompañado de cueritos de puerco, envueltos en pencas de maguey, y son cocidos al vapor en un horno subterráneo.

## Preparación
Para preparar la barbacoa es necesario hacer un horno excavando un pozo en el suelo de alrededor de metro y medio de profundidad; este debe recubrirse con una capa de piedras (preferentemente del lecho de algún curso de agua), que deberán ser calentadas el día anterior. La carne seleccionada, preferentemente un carnero joven (junto con algunas partes de vísceras, en algunas recetas), deberá sazonarse ligeramente, y se envuelve generalmente en pencas de maguey.
El pozo también se reviste de pencas de maguey, que servirán como aislante y que le darán a la carne su sabor característico. Se coloca un recipiente sobre la cama de piedras, el cual servirá para captar el jugo que la carne suelta durante su cocimiento (este jugo se conoce como consomé). Todo el horno se tapa o recubre, generalmente con las mismas pencas, con piedras y finalmente con una capa de tierra. Se enciende un fuego encima de dicho horno, en el cual se utilizan diversos materiales (usualmente leños de madera de ocote, diversos cactos y zacates secos e incluso carbón vegetal), y se deja cocer por alrededor de 12 horas.
Las diversas combinaciones de chiles, especias y demás ingredientes hacen este platillo muy versátil. También puede prepararse al vapor, colocando la carne en una vaporera.